# Sarra Belhocine
Pour les articles homonymes, voir Belhocine.
Sarra Belhocine, née le 18 septembre 1994 à Alger, est une joueuse algérienne de volley-ball. Elle joue au poste de pointue. En 2012, elle participe aux jeux olympiques d'été,,

## Clubs
- MC Alger 2002-2008
- GS Pétroliers (ex MC Alger) 2008-

## Palmarès
- 2010 Vice championne d'Afrique avec l'équipe nationale cadette d'Algérie.